# Jonathan Haidt
Jonathan Haidt (New York, 19 ottobre 1963) è uno psicologo statunitense.

## Biografia
Haidt è ebreo, si definisce ateo ed è nato a New York, cresciuto a Scarsdale (New York). I suoi nonni erano immigranti dalla Russia e Polonia. È professore di leadership etica alla Stern School of Business dell'Università di New York.
La sua specializzazione accademica è in psicologia morale ed emozioni morali. Haidt è autore di diversi libri, tra cui: Felicità: un'ipotesi. Verità moderne e saggezza antica (2006) e Menti tribali: perché le brave persone si dividono su politica e religione (2012), che è diventato il bestseller del New York Times.
È stato nominato come uno tra i migliori pensatori mondiali dalle riviste Foreign Policy e da Prospect. Le sue tre lezioni al TED sono state visualizzate più di 3 milioni di volte.
Nel 2001 ha esposto la sua teoria Modello intuizionista sociale del giudizio morale.
Nel 2024, Haidt ha pubblicato il libro La generazione ansiosa. Come i social hanno rovinato i nostri figli. In questo libro, Haidt esamina gli effetti della tecnologia moderna, come gli smartphone e i social media, sulla salute mentale e il benessere dei giovani. Haidt discute di come la transizione da un'infanzia basata sul gioco a un ambiente più orientato alla tecnologia abbia portato a un aumento di ansia, depressione e altri disturbi mentali negli adolescenti. Analizza come la mancanza di tempo di gioco non strutturato e l'eccessiva esposizione agli schermi abbiano contribuito a questi problemi. Esplora anche il ruolo dei social media nel rafforzare il sentimento di pressione sociale, confronto e isolamento nei giovani . Inoltre, Haidt esamina il tema della disforia di genere e la sua possibile relazione con le tendenze dei social media. Osserva che storicamente, i tassi di disforia di genere erano più alti tra gli uomini nati che cercavano un'operazione di riassegnazione di genere, ma che vi è stato un rapido aumento tra le donne nate, specialmente tra gli adolescenti della generazione Z, che cercano trattamento per la disforia di genere. Haidt discute la complessa dinamica dell'identità di genere e l'influenza di fattori sociali e culturali, comprese le interazioni online, sulla comprensione e sull'esperienza del genere.

## Ipotesi dello sciame
Nel 2012 formula l'Ipotesi dello sciame, nella quale ipotizza che l'essere umano in alcune circostanze abbia la capacità di trascendere l'interesse personale, dissolvendosi temporaneamente ed estaticamente in qualcosa più grande di lui tramite un meccanismo che Haidt chiama interruttore dello sciame, fonte di un adattamento legato al gruppo. L'ipotesi trae spunto dalle effervescenze collettive descritte da Durkheim.

## Opere
- Flourishing: Positive Psychology and the Life Well Lived, 2002
- Menti tribali: perché le brave persone si dividono su politica e religione (The Righteous Mind: Why Good People Are Divided by Politics and Religion ), 2013, trad Ciro Castiello, Marco Capellaro, Paola Marangon, Marina Rullo, Codice edizioni, Torino, ISBN 978 887578 392 1
- Felicità: un'ipotesi. Verità moderne e saggezza antica (The Happiness Hypothesis: Finding Modern Truth in Ancient Wisdom, 2006), Codice edizioni, 2020
- All Minus One: John Stuart Mill’s Ideas on Free Speech Illustrated, 2018
- The Coddling of the American Mind: How Good Intentions and Bad Ideas Are Setting Up a Generation for Failure, 2018
- La generazione ansiosa. Come i social hanno rovinato i nostri figli,(The Anxious Generation: How the Great Rewiring of Childhood is Causing an Epidemic of Mental Illness, 2024), 2024, trad. Rosa Principe e Lucilla Rodinò, Rizzoli, ISBN 978 8817 18976 7.